# CATレディースゴルフトーナメント
CATレディースゴルフトーナメント（CAT Ladies Golf Tournament）は1997年より毎年8月第3週から第4週にかけて行われている建設機械大手の日本キャタピラー（旧・新キャタピラー三菱）の主催、日本女子プロゴルフ協会公認による女子プロゴルフトーナメントの一つである。2007年までは「新キャタピラー三菱レディース」の名称で行われていた。
大会の会場は1997年の第1回大会は静岡県三島市にあるグランフィールズカントリークラブで開催されたが、1998年の第2回大会以降は神奈川県足柄下郡箱根町の大箱根カントリークラブで行われている。ゴルフ場が多数存在する箱根にあって、本大会はメジャー大会を除けば男女を通じて唯一開催されていたプロゴルフトーナメントだったが、2016年以降は毎年4月にPGAシニアツアー『ノジマチャンピオンカップ 箱根シニアプロ ゴルフトーナメント』が同じ箱根町の箱根カントリー倶楽部を舞台にして行われている。
2021年現在、賞金総額6000万円、優勝賞金1080万円。

## 各賞について
- 2000年以降、優勝者にはキャタピラー製の小型建設機械が副賞として贈呈される[4]。2004年と2005年はミニホイールローダが、それ以外の年は小型パワーショベルが贈られており、ゴルフ界ではちょっとした話題にもなっている。ちなみに、2004年に優勝した木村敏美は「メジャーより勝ちたい大会。ずーと狙ってました」と公言。そして念願のミニホイールローダを獲得して話題を呼んだ[4]。
- また、17番（パー3）にはホールインワン賞が設定されていて、これを達成した選手には500万円の賞金が贈られる。

## 歴代優勝者
| 開催回 | 開催年 | 大会名称                                        | 優勝者名       | 開催コース                       |
| ------ | ------ | ----------------------------------------------- | -------------- | -------------------------------- |
| 第1回  | 1997年 | 新キャタピラー三菱レディース ゴルフトーナメント | 坂東貴代       | グランフィールズカントリークラブ |
| 第2回  | 1998年 | 新キャタピラー三菱レディース ゴルフトーナメント | 小野香子       | 大箱根カントリークラブ           |
| 第3回  | 1999年 | 新キャタピラー三菱レディース ゴルフトーナメント | 村口史子       | 大箱根カントリークラブ           |
| 第4回  | 2000年 | 新キャタピラー三菱レディース ゴルフトーナメント | 安井純子       | 大箱根カントリークラブ           |
| 第5回  | 2001年 | 新キャタピラー三菱レディース ゴルフトーナメント | 天沼知恵子     | 大箱根カントリークラブ           |
| 第6回  | 2002年 | 新キャタピラー三菱レディース ゴルフトーナメント | 肥後かおり     | 大箱根カントリークラブ           |
| 第7回  | 2003年 | 新キャタピラー三菱レディース ゴルフトーナメント | 不動裕理       | 大箱根カントリークラブ           |
| 第8回  | 2004年 | 新キャタピラー三菱レディース ゴルフトーナメント | 木村敏美       | 大箱根カントリークラブ           |
| 第9回  | 2005年 | 新キャタピラー三菱レディース ゴルフトーナメント | 宮里藍         | 大箱根カントリークラブ           |
| 第10回 | 2006年 | 新キャタピラー三菱レディース ゴルフトーナメント | 西塚美希世     | 大箱根カントリークラブ           |
| 第11回 | 2007年 | 新キャタピラー三菱レディース ゴルフトーナメント | 横峯さくら     | 大箱根カントリークラブ           |
| 第12回 | 2008年 | CATレディースゴルフトーナメント                 | 古閑美保       | 大箱根カントリークラブ           |
| 第13回 | 2009年 | CATレディースゴルフトーナメント                 | 諸見里しのぶ   | 大箱根カントリークラブ           |
| 第14回 | 2010年 | CATレディースゴルフトーナメント                 | 福嶋晃子       | 大箱根カントリークラブ           |
| 第15回 | 2011年 | CATレディースゴルフトーナメント                 | 有村智恵       | 大箱根カントリークラブ           |
| 第16回 | 2012年 | CATレディースゴルフトーナメント                 | 全美貞         | 大箱根カントリークラブ           |
| 第17回 | 2013年 | CATレディースゴルフトーナメント                 | アン・ソンジュ | 大箱根カントリークラブ           |
| 第18回 | 2014年 | CATレディースゴルフトーナメント                 | 上田桃子       | 大箱根カントリークラブ           |
| 第19回 | 2015年 | CATレディースゴルフトーナメント                 | 服部真夕       | 大箱根カントリークラブ           |
| 第20回 | 2016年 | CATレディースゴルフトーナメント                 | イ・ボミ       | 大箱根カントリークラブ           |
| 第21回 | 2017年 | CATレディースゴルフトーナメント                 | イ・ボミ       | 大箱根カントリークラブ           |
| 第22回 | 2018年 | CATレディースゴルフトーナメント                 | 大里桃子       | 大箱根カントリークラブ           |
| 第23回 | 2019年 | CATレディースゴルフトーナメント                 | 淺井咲希       | 大箱根カントリークラブ           |
| 第24回 | 2021年 | CATレディースゴルフトーナメント                 | 小祝さくら     | 大箱根カントリークラブ           |
| 第25回 | 2022年 | CATレディースゴルフトーナメント                 | 岩井千怜       | 大箱根カントリークラブ           |
| 第26回 | 2023年 | CATレディースゴルフトーナメント                 | 蛭田みな美     | 大箱根カントリークラブ           |
| 第27回 | 2024年 | CATレディースゴルフトーナメント                 | 川﨑春花       | 大箱根カントリークラブ           |

## テレビ放送
- 2021年まではテレ朝チャンネル2で2日目・最終日前半を生中継、後半はテレビ朝日系列で録画放送されているが、「全国高校野球選手権大会・決勝戦」と重なった場合、延長戦などによる中継の延長を行った場合は、放送時間を短縮ないし深夜に放送される。なお、高校野球決勝戦中継が2015年よりローカルセールスに移行になったことにより、決勝戦と日程が重なっても、朝日放送テレビを除いて通常通りの放送となる（最近では2016年[注 3]が該当）。BS朝日での放送は行われないが、CSチャンネルのゴルフネットワーク「とことん1番ホール生中継」で2日目・最終日の模様を放送している。
  - 2004年は決勝戦の中継が延長されたために60分の短縮版で放送された。
  - 2006年は駒大苫小牧対早稲田実の決勝戦が延長15回、3時間37分の大熱戦の末引き分け再試合に。このため深夜に時間を変更して放送された。
  - 決勝戦と重ならない場合でも、朝日放送テレビでは高校野球中継を優先するため、その場合は同局のみ深夜に時間を変更して放送される（最近では2012年・2016年が該当）。
  - また、2008年は雨天によりトーナメント自体が2時間中断したため、生放送で行われた。
- 2022年からはBSフジで放送されることになった。